# 上伊万里駅
上伊万里駅（かみいまりえき）は、佐賀県伊万里市大坪町丙にある、九州旅客鉄道（JR九州）筑肥線の駅である。

## 歴史
- 1935年（昭和10年）3月1日：北九州鉄道の駅として開設[2]。
- 1970年（昭和45年）10月1日：貨物取扱廃止[3]。無人駅となる[4]。
- 1987年（昭和62年）4月1日：国鉄分割民営化に伴い、JR九州に移管[2]。

## 駅構造
単式ホーム1面1線を有する地上駅。かつては島式ホーム1面2線であったが、1線を撤去した。駅舎は既に撤去されており上屋があるのみだが駅舎跡は残っている。
無人駅である。

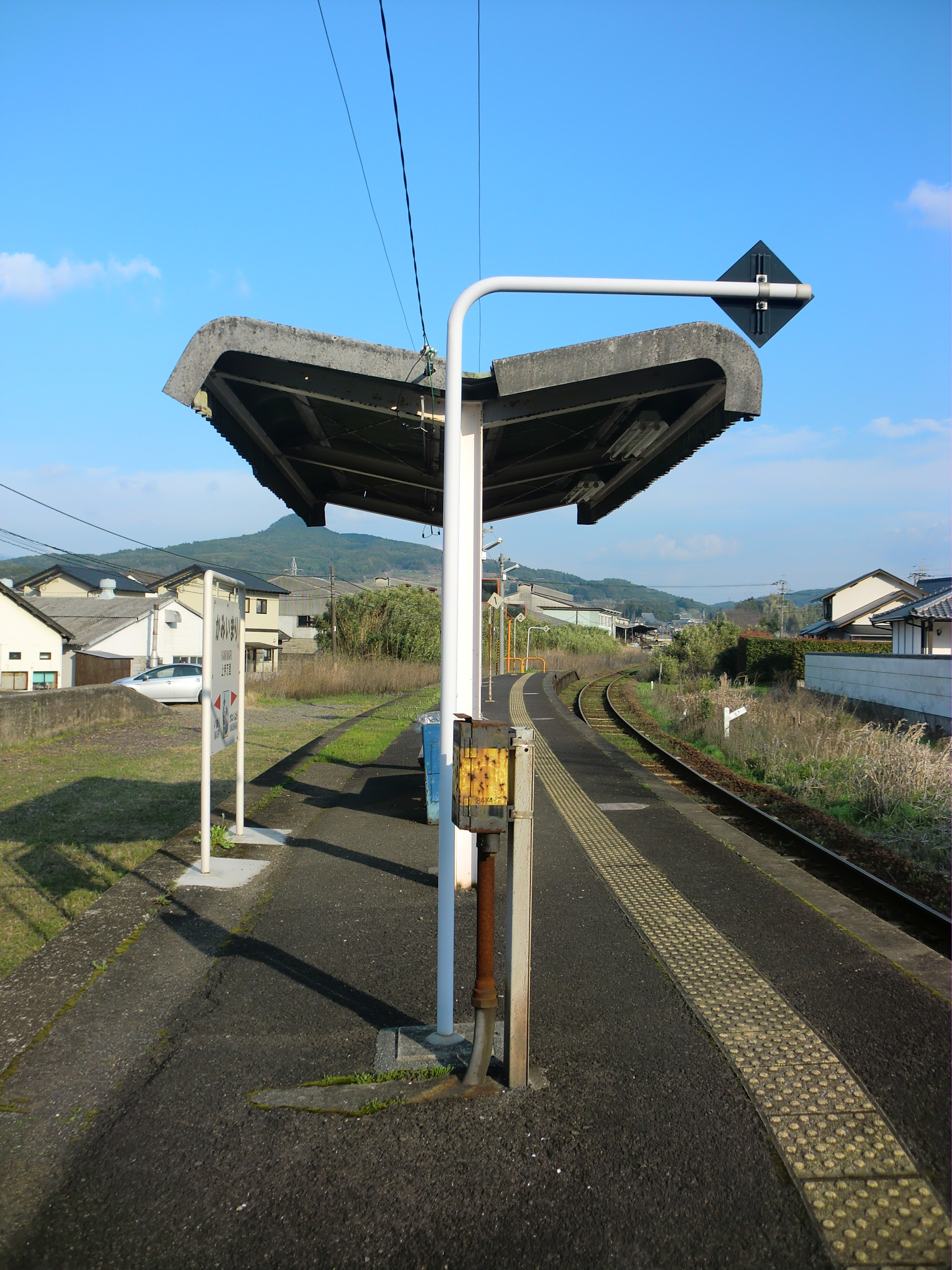
ホーム（2014年3月）
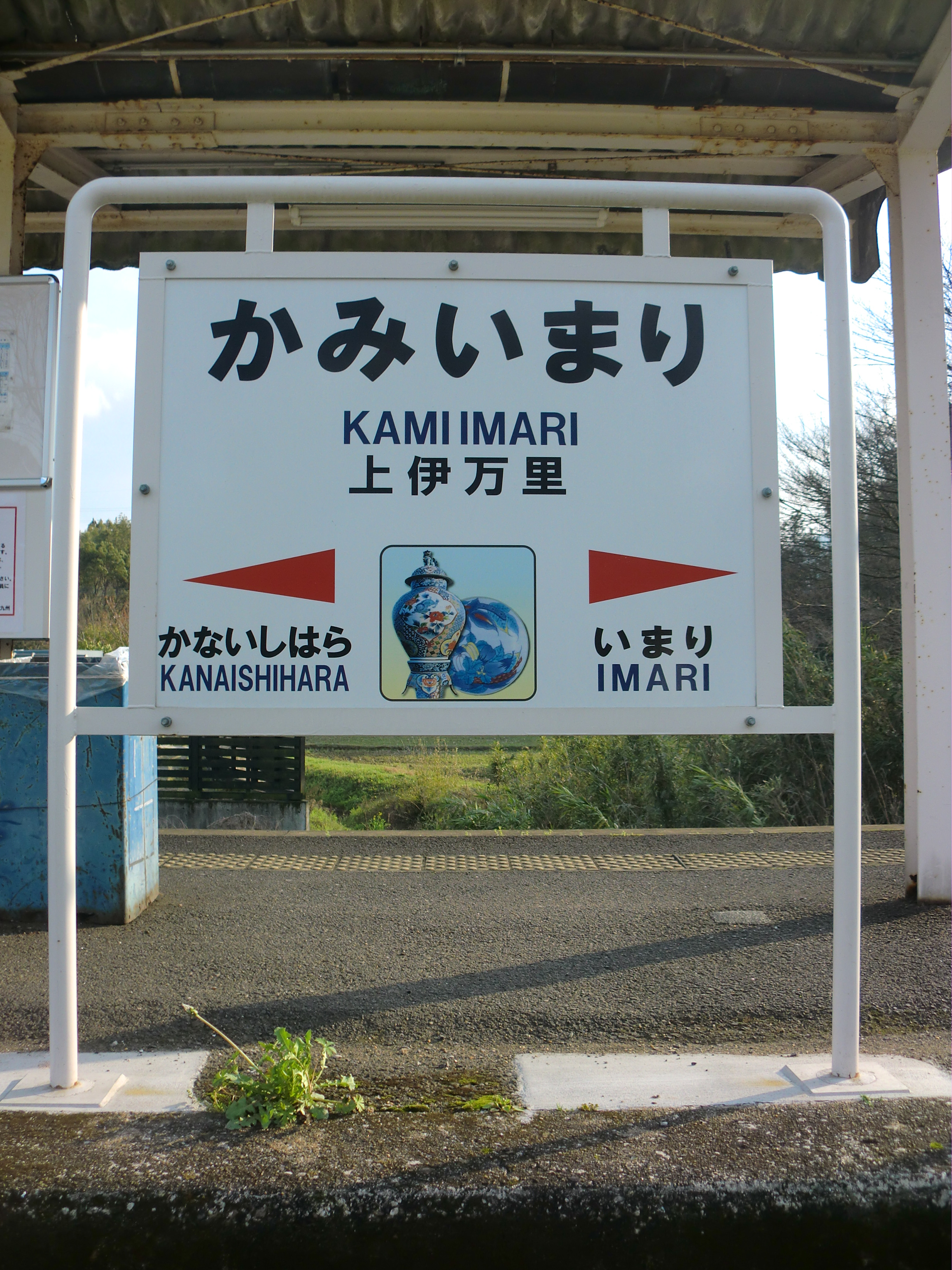
駅名標（2014年3月）

## 利用状況
2011年度の1日平均乗車人員は6人である。
| 年度   | 1日平均 乗車人員 |
| ------ | ---------------- |
| 2000年 | 8                |
| 2001年 | 7                |
| 2002年 | 7                |
| 2003年 | 6                |
| 2004年 | 5                |
| 2005年 | 4                |
| 2006年 | 6                |
| 2007年 | 9                |
| 2008年 | 10               |
| 2009年 | 7                |
| 2010年 | 6                |
| 2011年 | 6                |

## 駅周辺
- 国道202号
- 国道498号
- 佐賀県道239号上伊万里停車場線
- 森永公園

森永乳業の伊万里工場（旧・第八工場）の跡地を公園として整備したもので、エンゼルの門や森永の創始者森永太一郎の胸像などがある。
（これは伊万里の酪農振興を願った森永が西松浦郡にその資金として私財（1万円）を寄付し、同郡で酪農への関心が上がったことがその由来である（※これが切っ掛けとなり、酪農組合（西松浦郡酪農組合）が設立された）。ちなみに、森永乳業第八工場（後の伊万里工場）が建設された1922年（大正11年）には、牛乳の生産量（西松浦郡の周辺自治体（牧島、大川内、二里の各村等を含む））が1日当たりで約5t（24石）となった）
- 佐賀県立伊万里特別支援学校

## 隣の駅
九州旅客鉄道（JR九州）
■筑肥線
金石原駅 - 上伊万里駅 - 伊万里駅